# Высокинское сельское поселение (Тверская область)
Высо́кинское се́льское поселе́ние — упразднённое муниципальное образование в составе бывшего Нелидовского района Тверской области.
Центр поселения — деревня Высокое.
Образовано в 2005 году, включило в себя территорию Высокинского сельского округа. С 2018 года упразднено и стало частью единого Нелидовского городского округа.

## Географические данные
- Общая площадь: 500,7 км²
- Нахождение: северо-восточная часть Нелидовского района
  - Граничит:
    - на северо-западе — с Андреапольским районом, Луговское СП
    - на северо-востоке — с Селижаровским районом, Дмитровское СП и Максимковское СП
    - на востоке — с Оленинским районом, Холмецкое СП и Мостовское СП
    - на юге — с Селянским СП и Нелидовским СП

Здесь, на Валдайской возвышенности проходит водораздел рек Балтийского и Каспийского бассейнов. На территории поселения берут начало реки: Межа, приток Западной Двины, Дремовля (приток Межи), Жукопа и Тудовка, притоки Волги.
На севере примерно 1/3 территории поселения занимает Центрально-Лесной заповедник. Его центральная усадьба находится в посёлке Заповедный.

## Экономика
Основные работодатели: СПК «Высоковский», ООО «Оковский лес», ГУ «Центрально-Лесной государственный природный биосферный заповедник», муниципальные учреждения.

## Население
Население по переписи 2010 года — 331 человек.

## Населенные пункты
На территории поселения находятся следующие населённые пункты:
| №  | Тип нп | Название            | Население (2002 год) |
| -- | ------ | ------------------- | -------------------- |
| 1  | дер.   | Высокое             | 113                  |
| 2  | дер.   | Белейка             | 14                   |
| 3  | дер.   | Большие Ясновицы    | 1                    |
| 4  | дер.   | Большое Федоровское | 57                   |
| 5  | дер.   | Гомово              | 2                    |
| 6  | дер.   | Жердовка            | 9                    |
| 7  | пос.   | Заповедный          | 63                   |
| 8  | дер.   | Ковалево            | 63                   |
| 9  | дер.   | Колесня             | 27                   |
| 10 | дер.   | Ключевая            | 4                    |
| 11 | дер.   | Малая Хмелевка      | 7                    |
| 12 | дер.   | Мохоярово           | 25                   |
| 13 | дер.   | Нива                | 4                    |
| 14 | дер.   | Перевоз             | 19                   |
| 15 | дер.   | Прудовая            | 0                    |
| 16 | дер.   | Пустое Подлесье     | 35                   |
| 17 | дер.   | Ратькино            | 0                    |
| 18 | дер.   | Рубцово             | 0                    |
| 19 | дер.   | Семёново            | 6                    |
| 20 | дер.   | Сосноватка          | 0                    |
| 21 | дер.   | Средняя             | 2                    |
| 22 | дер.   | Староселье          | 0                    |
| 23 | дер.   | Туд                 | 0                    |
| 24 | дер.   | Хмелёвка            | 17                   |

В 2001 году из учетных данных Высокинского сельского округа исключены деревни Завитневка, Маковье, Падоры, Столовая, посёлки Казинники и Устинка.
Деревня Клевцы присоединена к деревне Пустое Подлесье.
Ранее исчезли деревни:
- в бывшем Хмелевском (Ключевском) сельсовете: Таковье, Дубовка, Заболотная, Москалевка, Ключевая, Черемушница, Яскино;
- в бывшем Высокинском сельсовете: Мельново, Киселевка;
- в бывшем Пустоподлесском сельсовете: Азародная, Бабинино, Ржаное, Репница, Березовка, Мурачевка, Детихово, Верховье.

## История
В XIX-начале XX века большая часть территории поселения входила в Бельский уезд Смоленской губернии, небольшая часть на севере в Осташковский уезд Тверской губернии. После ликвидации губерний в 1929 году территория поселения входила в Западную область(до 1935 г.). После образования Калининской области из трех существовавших на территории поселения в 1930-50е годы сельсоветов два (Высокинский и Пустоподлесский) входили в состав Нелидовского района, а третий (Хмелевский) — в состав Молодотудского района Калининской области. Первые с 1944 по 1957 год относились к Великолукской области. С 1962 года вся территория поселения входит в Нелидовский район.